# Camponotus aktaci
Camponotus aktaci (лат.) — вид древесных муравьёв рода Camponotus из подсемейства формицины (Formicidae).

## Распространение
Западная Палеарктика: Турция (Adana-Pozantı-Akcatekir Village). Собран в горных лесах из чёрной сосны Pinus nigra и миндаля Prunus dulcis на высотах от 1050 м до 1550 м.

## Описание
Древесные муравьи буровато-чёрного цвета. Среднего размера, рабочие длиной около 5 мм (солдаты до 1 см). Отличается следующими признаками: красными жвалами, скапусом усика и ногами; затылочные углы и скапус без отстоящих волосков; петиоль слабо скульптированный и более или менее блестящий; остальная часть тела покрыта редкими отстоящими волосками; петиоль толстый, тело плотно пунктированное, дорзальная поверхность мезосомы только с метанотальным швом. Стебелёк между грудкой и брюшком состоит из одного членика (петиолюс), несущего вертикальную чешуйку.

## Систематика
Вид был впервые описан в 2013 году турецким мирмекологом Ц. Караманом (Celal Karaman) и включён в состав подрода Myrmentoma вместе с такими видами как Camponotus fallax, Camponotus libanicus и Camponotus aegaeus. Видовое название дано в честь турецкого мирмеколога профессора Nihat Aktaç.